# Tiszabercel
Tiszabercel là một thị trấn thuộc hạt Szabolcs-Szatmár-Bereg, Hungary. Thị trấn này có diện tích 31,38 km², dân số năm 2010 là 1912 người, mật độ 61 người/km².